# آخایون لیمن
آخایون لیمن (به یونانی: Ἀχαιῶν λιμήν؛ لاتین:Achaion Limen) یک بندر باستانی در آئولیس در ترکیه است. 